# Wyścigowe Samochodowe Mistrzostwa Polski 1965
Sezon 1965 był trzynastym sezonem Wyścigowych Samochodowych Mistrzostw Polski.
Sezon liczył trzy eliminacje na torach w Warszawie, Radomiu i Łańcucie. W mistrzostwach brały udział samochody Formuły 3, zgodne z przepisami FIA. Punkty przyznawane były sześciu najlepszym kierowcom według klucza 8-6-4-3-2-1.

## Zwycięzcy
| Data       | Tor      | Zwycięzca (kierowcy)  | Samochód     | Zwycięzca (zespoły)         |
| ---------- | -------- | --------------------- | ------------ | --------------------------- |
| 6 czerwca  | Warszawa | Longin Bielak         | Rak-Wartburg | Automobilklub Warszawski    |
| 27 czerwca | Radom    | Antoni Weiner         | Rak-Wartburg | Automobilklub Krakowski     |
| 5 września | Łańcut   | Władysław Szulczewski |              | Automobilklub Częstochowski |

## Klasyfikacje
| Legenda oznaczeń w tabelach wyników Wyświetl szablon na nowej stronie | Legenda oznaczeń w tabelach wyników Wyświetl szablon na nowej stronie                                                                     |
| Oznaczenie                                                            | Wyjaśnienie |
| --------------------------------------------------------------------- | --- |
| Złoty                                                                 | Zwycięzca lub mistrzostwo |
| Srebrny                                                               | 2. miejsce lub wicemistrzostwo |
| Brązowy                                                               | 3. miejsce lub II wicemistrzostwo |
| Zielony                                                               | Ukończył, punktował (w klasyfikacji generalnej, gdy zdobył co najmniej jeden punkt na przestrzeni sezonu, poza trzema powyższymi opcjami) |
| Niebieski                                                             | Ukończył, nie punktował (w klasyfikacji generalnej, gdy nie zdobył co najmniej jednego punktu na przestrzeni sezonu)                      |
| Czerwony                                                              | Nie zakwalifikował się (NZ) |
| Czerwony                                                              | Nie prekwalifikował się (NPK) |
| Różowy                                                                | Nie ukończył (NU) |
| Różowy                                                                | Niesklasyfikowany (NS) (w klasyfikacji generalnej, gdy nie został sklasyfikowany w żadnym wyścigu sezonu)                                 |
| Czarny                                                                | Zdyskwalifikowany (DK) |
| Czarny                                                                | Wykluczony (WYK/EX) |
| Biały                                                                 | Nie wystartował (NW) |
| Biały                                                                 | Kontuzjowany (K/INJ) |
| Biały                                                                 | Wyścig odwołany (OD/C) |
| Bez koloru                                                            | Został wycofany (WYC/WD) |
| Bez koloru                                                            | Nie przybył (NP/DNA) |
| Bez koloru                                                            | Nie brał udziału w treningach (NT/DNP) |
| Bez koloru                                                            | Nie został zgłoszony (–) |
| Pogrubienie                                                           | Start z pole position |
| Kursywa                                                               | Najszybsze okrążenie wyścigu |
| †                                                                     | Nie ukończył, ale jego rezultat został zaliczony ze względu na przejechanie więcej niż 90% dystansu wyścigu.                              |
| *                                                                     | Sezon w trakcie |
| 1/2/3                                                                 | Punktowana pozycja w sprincie kwalifikacyjnym                                                                                             |
| Lista systemów punktacji Formuły 1                                    | |

| Poz. | Kierowca              | Zespół                      | Polska | Polska | Polska | Punkty |
| ---- | --------------------- | --------------------------- | ------ | ------ | ------ | ------ |
| 1    | Longin Bielak         | Automobilklub Warszawski    | 1      | 2      | NU     | 14     |
| 2    | Antoni Weiner         | Automobilklub Krakowski     | 3      | 1      | NU     | 12     |
| 3    | Władysław Szulczewski | Automobilklub Częstochowski | 6      |        | 1      | 9      |
| 4    | Stanisław Kołecki     | Automobilklub Krakowski     | 5      | 4      | 5      | 7      |
| 5    | Józef Kiełbania       | Automobilklub Radomski      | 2      |        | NU     | 6      |
| 6    | Krzysztof Komornicki  | Automobilklub Warszawski    | NU     | NU     | 2      | 6      |
| 7    | Władysław Paszkowski  | Automobilklub Warszawski    | NU     | 6      | 3      | 5      |
| 8    | Ksawery Frank         | Automobilklub Warszawski    |        | 3      |        | 4      |
| 9    | Henryk Nowak          | Automobilklub Krakowski     | 4      |        |        | 3      |
| 10   | Zbigniew Sucharda     | Automobilklub Warszawski    | 9      |        | 4      | 3      |
| 11   | Edward Kinderman      | Automobilklub Częstochowski | 11     | 5      |        | 2      |
| 12   | Augustyn Tic          | Automobilklub Krakowski     |        |        | 6      | 1      |
|      | Grzegorz Timoszek     | Automobilklub Warszawski    | 7      | NU     | NU     | 0      |
|      | Jerzy Nowak           | Automobilklub Radomski      | 8      |        |        | 0      |
|      | Zygmunt Manowski      | Automobilklub Śląski        | 10     |        | NU     | 0      |
|      | Jerzy Jankowski       |                             | NU     | NU     | NU     | 0      |